# Frederick Frost Blackman
Frederick Frost Blackman FRS (Lambeth, 25 de julho de 1866 — Cambridge, 30 de janeiro de 1947) foi um botânico, considerado um dos mais influentes fisiologistas vegetais do seu tempo, que se notabilizou no estudo dos fatores que limitam a atividade fotossintética. Na sua investigação sobre a fotossíntese e a produtividade vegetal foi pioneiro na aplicação de conceitos físico-químicos para explicar os limites biológicos do mecanismo da fotossíntese. Foi membro da Royal Society de Londres.

## Biografia
Frederick Blackman nasceu em Lambeth, Londres, filho de um médico. Estudou medicina no St. Bartholomew's Hospital, tendo-se licenciado em Medicina. Nos anos seguintes, estudou ciências naturais na Universidade de Cambridge onde obteve o grau de Doutor em Ciências (DSc.).
Realizou investigação sobre fisiologia vegetal, em especial sobre fotossíntese, em Cambridge, até à sua reforma em 1936. O seu trabalho laboratorial esteve na base de grande parte da teoria da Lei dos Factores Limitantes de Blackman.
Gabrielle Matthaei foi sua assistente até 1905. A sua colaboração terminou em 1905, quando Gabrielle casou com Albert Howard, cujo trabalho de botânica económica depois apoiou quando o marido trabalhou para o governo colonial da Índia (com o título de Imperial Economic Botanist to the Government of India).
Blackman foi eleito, em maio de 1906, fellow da Royal Society. A sua citação de candidatura dizia Fellow of St John's College, Cambridge. Ex-professor e atualmente leitor de Botânica na Universidade. Em 1921 foi galardoado com a Royal Medal e em 1923 proferiu a Croonian Lecture.
Em 1917, aos 51 anos de idade, Blackman surpreendeu amigos e colegas ao casar com Elsie Chick (35 anos). Tornou-se então cunhado do seu velho amigo e colega botânico, Arthur Tansley. Em 1903, Tansley tinha casado com a irmã de Elsie, Edith Chick. Blackman fora o padrinho de casamento de Tansley.
Os dois homens, e o irmão de Blackman, Vernon Blackman (outro botânico), tinham-se tornado amigos quando estudavam em Cambridge. Como jovens licenciados a trabalhar em Londres, Tansley e Vernon tinham sido companheiros de casa. A família Blackman completou meio século na vanguarda da botânica britânica através do trabalho do filho de Vernon, Geoffrey E. Blackman, um botânico aplicado que foi Secretário do Comité de Guerra de Biologia (Secretary of the Biology War Committee) durante a Segunda Guerra Mundial.
Faleceu em Cambridge a 30 de janeiro de 1947, com 80 anos de idade, e está sepultado no Parish of the Ascension Burial Ground, em Cambridge, com a sua mulher Elsie (1882-1967).

## Lei dos factores limitantes de Blackman
Blackman propôs uma lei dos factores limitantes em 1905. De acordo com esta lei, quando um processo depende de vários factores, a sua taxa é limitada pelo ritmo do fator mais lento. A lei de Blackman é ilustrada pela concentração de {\displaystyle {\ce {C O2}}} como fator limitante da taxa de produção de oxigénio na fotossíntese.
A aplicação deste princípio explica que uma folha exposta a uma certa intensidade de luz que lhe permita usar 5 mg de {\displaystyle {\ce {C O2}}} por hora na fotossíntese, mas se apenas 1 mg de {\displaystyle {\ce {C O2}}} entrar na folha em uma hora, a taxa de fotossíntese é limitada devido ao fator {\displaystyle {\ce {C O2}}}. Mas à medida que a concentração de {\displaystyle {\ce {C O2}}} aumenta de 1 para 5 mg./hora a taxa de fotossíntese também aumenta.

## Obras
Entre outras, é autor das seguintes publicações sobre a assimilação e respiração dos vegetais:
- 1895: "On a new method for investigating the carbonic acid exchanges of plants", Annals of Botany 9(1): 161 doi:10.1093/oxfordjournals.aob.a090729
- 1895: "On the paths of gaseous exchange between areal leaves and the atmosphere", Annals of Botany
- 1895: (com Gabrielle Matthaei) "On the effect of temperature on carbon dioxide assimilation"
- 1905: (com Gabrielle Matthaei) A Quantitative Study of Carbon Dioxide Assimilation and Leaf Temperature in Natural Illumination, Philosophical Transactions of the Royal Society at London JSTOR 80215
- 1905: "Optima and Limiting Factors", Annals of Botany, doi:10.1093/oxfordjournals.aob.a089000